# Disclosure (филм из 2026)
Disclosure је предстојећи амерички научнофантастични филм из 2026. године, режисера Стивена Спилберга, према сценарију који је написао Дејвид Кеп. Главне улоге у филму тумаче Емили Блант, Џош О’Конор, Колин Ферт, Ив Хјусон, Колман Доминго и Вајат Расел.
Филм ће изаћи 12. јуна 2026. године.

## Улоге
| Глумац         | Улога       |
| -------------- | ----------- |
| Емили Блант    |             |
| Џош О’Конор    |             |
| Колин Ферт     |             |
| Ив Хјусон      |             |
| Колман Доминго |             |
| Вајат Расел    |             |
| Ноа Робинс     | агент Манси |